# Michael Arzt
Michael Arzt (* 1841 in Michelstadt; † 1911 ebenda) war ein deutscher Unternehmer.

## Leben
Michael Arzt wurde 1841 als Sohn des Tuchfabrikanten Philipp Ludwig Arzt und seiner Ehefrau Marie Katharine Schmucker in Michelstadt geboren. Er wurde gezielt darauf vorbereitet in die Fußstapfen seines Vaters zu treten. Nach der Schule durchlief er zunächst eine kaufmännische Lehre in Darmstadt. Anschließend besuchte er die 1855 gegründete Reutlinger Webschule, um sich die notwendigen technischen Kenntnisse zu erwerben. 
1873 übernahm Michael Arzt die von seinem Vater gegründete Tuchfabrik Philipp Ludwig Arzt. Hierbei wurde er von seinem Bruder Adam Arzt unterstützt, der das Färbereihandwerk erlernt hatte. Unter Michael Arzt wuchs das Unternehmen kontinuierlich weiter. Bereits 1879 hatte die Firma ca. 60 Arbeiter. Vor allem bemühte sich Michael Arzt erfolgreich um Staatsaufträge. In den 1870er Jahren erwarb Michael Arzt die Walkmühle bei Erbach und pachtete verschiedene Betriebsgelände hinzu. Er war an technischen und wissenschaftlichen Neuerungen stark interessiert und stellte die Abteilungen seiner Firma für wissenschaftliche Versuche zur Verfügung. Von 1890 bis 1897 wurden in der Tuchfabrik Arzt in Kooperation mit BASF sehr erfolgreich praktische Versuche mit synthetischem Indigo durchgeführt. In der Folgezeit ging die Einfuhr von Indigo nach Deutschland rapide zurück. 
1897 ließ sich Michael Arzt in seiner Heimatstadt eine stattliche Villa in der Erbacherstraße 40 erbauen. Hierzu griff er auf den Darmstädter Architekten Arthur Wienkoop zurück. 
Michael Arzt war seit 1872 mit Marie Arzt geb. May (1852–1921) aus Groß-Umstadt verheiratet. Mit ihr zusammen hatte er neun Kinder, von denen einige sehr früh starben. Die Söhne Ludwig Arzt und Heinrich Arzt (1875–1947) wurden systematisch auf die Übernahme der Firma vorbereitet.  
1901 zog sich Michael Arzt aus der Firma zurück und übergab die Geschäfte an seine beiden Söhne Ludwig und Heinrich. Anfang des 20. Jahrhunderts gehörte die Tuchfabrik Arzt in Michelstadt zu den bedeutendsten deutschen Uniformfabriken und belieferte Armeen von Bolivien bis in den Orient.
Michael Arzt starb 1911 im Alter von fast 70 Jahren in seiner Heimatstadt.

## Ehrungen
- 1902: Wegen seiner Verdienste um die heimische Wirtschaft wurde Michael Arzt zum Kommerzienrat ernannt.